# Metroland
Metroland (v anglickém originále Metroland) je britská filmová komedie z roku 1997. Režisérem filmu je Philip Saville. Hlavní role ve filmu ztvárnili Christian Bale, Emily Watson, Lee Ross, Elsa Zylberstein a John Wood.

## Obsazení
| Christian Bale   | Chris  |
| Emily Watson     | Marion |
| Lee Ross         | Toni   |
| Elsa Zylberstein | Annick |
| John Wood        |        |
| Rufus            | Henri  |
| Amanda Ryan      | Joanna |
| Jonathan Aris    | Dave   |